# Элькан, Александр Львович
Александр Львович Элькан (1819 — 22 октября 1868 года) — писатель и театральный деятель.
Предположительно был сыном педагога Леона Леоновича Элкана.
Владел многими иностранными языками; пользовался самой широкой популярностью. Согласно Русскому биографическому словарю, «его знал почти весь Петербург».
Служил переводчиком в главном управлении путей сообщения. Сотрудничал с изданиями «С.-Петербургские Ведомости», «Северная пчела», «Театральный и музыкальный вестник», «Искусство», «Русский Мир», «Иллюстрации» и другими.
Публиковал биографии артистов, театральные и музыкальные заметки.
Заведовал литературной частью музыкального издания «Le monde musicale».

## Переводы
В числе переведённых Эльканом произведений — «Пиа Толомеи» Маренко, «Мария Стюарт» Шиллера, «Макбет» Шекспира, «Юдифь» Джиакометти, «Комми» Мантанелли, «Октавия» и «Мирра» Альфиери, «Федра» Расина, «Франческа да Римини» Сильвио Пеллико и др.
Отдельно напечатал: «Аделаида Ристори» (СПб., 1860), «H. Я. Голиков» (1863), «Инж.-ген. Дестрем» (1863).